# Rory Storm
Rory Storm (* 7. Januar 1938; † 27. September 1972), eigentlich Alan Caldwell, war der Frontmann und Sänger der Liverpooler Band Rory Storm & the Hurricanes.
1957 gründete Caldwell, bis dahin Verkäufer, eine Skiffle-Band. Im März 1958 eröffnete er den Morgue Skiffle Club, in dem die Bands der Umgebung spielten, darunter seine eigene Gruppe Al Caldwell's Texans und die Quarrymen, aus denen später die Beatles hervorgingen. Bereits im April des Jahres wurde der Club von der Polizei wieder geschlossen.
Am 30. April 1958 trat Caldwell mit seinen Texanern bei Radio Luxemburg auf. Ende 1959 nannte sich die Band Rory Storm & the Hurricanes. 1960 hatten die Hurricanes ihr erstes längeres Engagement. Von da an verdienten sie ihr Geld als Musiker, u. a. in Hamburg, in Frankreich, vor allem aber in England. Ringo Starr war Schlagzeuger der Gruppe, bevor er 1962 Mitglied der Beatles wurde, wo er Pete Best am Schlagzeug ablöste. 1967 löste sich die Gruppe auf.
Danach arbeitete Storm als Diskjockey in Benidorm, Jersey, Amsterdam und auch wieder in Liverpool. Rory Storm starb am 27. September 1972, gleichzeitig mit seiner Mutter und vermutlich an einer Tablettenüberdosis.